# Carrier Command: Gaea Mission
Carrier Command: Gaea Mission je moderní remake počítačové hry Carrier Command. Hru vytvořila pražská pobočka české firmy Bohemia Interactive. Hra vyšla 28. září 2012. Hra byla na Booom 2012 zvolena za 3. nejlepší českou hru roku.

## Hratelnost
Carrier Command je mixem akční videohry a realtimové strategie. Hlavním úkolem je dobývání, bránění a využívání ostrovů, kterých je ve hře celkem 33. Ty se nacházejí v pěti klimatických zónách: mírná, pustina, sopečná, hory a arktická oblast. Dobyté ostrovy lze využít k těžbě, obraně či výrobě.
Hlavní jednotkou hráče je velká loď. Ta může nést až čtyři obojživelná vozidla (Walrusy) a až čtyři letadla (Manty). Samotnou loď lze vyzbrojit různými systémy, například drony, které ji automaticky brání. Hráč může kdykoliv přepnout na jakékoliv vozidlo či letadlo a ovládat jej sám.
Hra obsahuje dva módy - kampaň a strategickou hru. V kampani se střídají kromě normálních misí, kde ovládá loď, i mise, kterých se účastní jako obyčejný voják. Hráči se postupně v kampani otevírají možnosti. Strategický mód odpovídá původnímu Carrier Commandu. Hráč musí postupně dobýt všechny ostrovy a zničit loď nepřítele.

## Příběh
Příběh se odehrává na planetoidu Taurus. Zde spolu válčí dvě strany - United Earth Coalition (UEC) a Asian Pacific Alliance (APA). APA předtím dokázala dobýt Zemi a UEC se ze zoufalosti rozhodla přesunout na Taurus, který však musí napřed dobýt na APA. Hráč se ujímá role poručíka Myrika, který bojuje na straně UEC. Kampaň obsahuje dva konce - dobrý a špatný. To, jaký konec hráč dostane, závisí na způsobu dokončení poslední mise.

## Postavy
- Poručík Myrik - Hlavní hrdina hry a mariňák UEC. Během akce na Taurusu se stává velitelem zajatého carrieru. Během porážky UEC na Zemi ztratil celou rodinu.[2]
- Essi - IT specialistka v Myrikově skupině. Nemá bojově zkušenosti a chová se většinou plaše a bezstarostně. Avšak její schopnosti v informačních technologiích jsou pro misi nepostradetelné.
- Anderson - Mechanik Myrikovy skupiny. Je také velmi zkušený v boji. V minulosti měl časté problémy kvůli svým komentářům.
- Okoro - Zbraňový inženýr, který má značné bojově zkušenosti z bojů. Na Zemi byl Myrikovým spolubojovníkem. Dokáže skvěle ovládat každou zbraň jakou dostane.
- Kapitán Aurora - Je druhým nejvyšším důstojníkem UEC na Taurusu. Specializuje se na informační technologie. Během bojů na Zemi projevila značné schopnosti a je v UEC respektována.
- Doktor Mao Shin - Velitel nepřátelského carrieru a hlavní soupeř Myrika. Je zkušeným důstojníkem ,který velí jednotkám APA na Taurusu.
- Major Harrigan - Vrchní velitel mise na Taurusu. Má mnoho bojových zkušeností. Je také schopný velitel a v minulosti obdržel řadu vyznamenání za odvahu projevenou na bojišti.

## Kritika
Hra byla přijata kritikou rozporuplně. Hra byla chválena za herní mechanismy, které odpovídaly původní hře. Další chválu obdržela za vizuální efekty, detailní terén a také dynamický systém počasí. Recenzenti však kritizovali kampaňovou část kvůli způsobu vyprávění příběhu a nekvalitním cut-scénám. Byla však chválena za hudbu. Nejvíce však byla kritizována slabá UI a chybějící multiplayer.